# Hilbertsche Modulfläche
In der Mathematik sind Hilbertsche Modulflächen bestimmte komplexe algebraische Flächen, die man als Quotienten des Produkts zweier hyperbolischer Ebenen erhält.

## Konstruktion
Sei {\displaystyle F} ein reell quadratischer Zahlkörper, also {\displaystyle F=\mathbb {Q} ({\sqrt {a}})} für eine quadratfreie natürliche Zahl {\displaystyle a}.
Sei {\displaystyle {\mathcal {O}}_{F}\subset F} der Ganzheitsring von {\displaystyle F}, also {\displaystyle {\mathcal {O}}_{F}=\mathbb {Z} \left[x_{a}\right]} mit {\displaystyle x_{a}={\sqrt {a}}} falls {\displaystyle a} kongruent 2 oder 3 mod 4 und {\displaystyle x_{a}={\frac {1+{\sqrt {a}}}{2}}} falls {\displaystyle a} kongruent 1 mod 4.
Seien {\displaystyle \left\{\sigma _{+},\sigma _{-}:{\mathcal {O}}_{F}\rightarrow \mathbb {R} \right\}} die Einbettungen von {\displaystyle {\mathcal {O}}_{F}}, also
{\displaystyle \sigma _{\pm }(m+nx_{a})=m\pm nx_{a}} für alle {\displaystyle m,n\in \mathbb {Z} }.
Die Abbildungen {\displaystyle {\begin{pmatrix}a_{11}&a_{12}\\a_{21}&a_{22}\end{pmatrix}}\rightarrow {\begin{pmatrix}\sigma _{\pm }(a_{11})&\sigma _{\pm }(a_{12})\\\sigma _{\pm }(a_{21})&\sigma _{\pm }(a_{22})\end{pmatrix}}} definieren Einbettungen {\displaystyle \sigma _{\pm }:SL(2,{\mathcal {O}}_{F})\rightarrow SL(2,\mathbb {R} )}.
Die Hilbertsche Modulgruppe ist das Bild von {\displaystyle SL(2,{\mathcal {O}}_{F})} unter der Einbettung
{\displaystyle (\sigma _{+},\sigma _{-}):SL(2,{\mathcal {O}}_{F})\rightarrow SL(2,\mathbb {R} )\times SL(2,\mathbb {R} )}.
Die Gruppe SL(2,R) wirkt auf der hyperbolischen Ebene durch gebrochen-lineare Transformationen. Mittels der Einbettung nach {\displaystyle SL(2,\mathbb {R} )\times SL(2,\mathbb {R} )} wirkt {\displaystyle SL(2,{\mathcal {O}}_{F})} dann auf {\displaystyle \mathbb {H} ^{2}\times \mathbb {H} ^{2}}, dem Produkt zweier hyperbolischer Ebenen.
Wenn {\displaystyle \Gamma \subset SL(2,{\mathcal {O}}_{F})} eine Untergruppe von endlichem Index ist, dann heißt der Quotientenraum {\displaystyle \Gamma \backslash (\mathbb {H} ^{2}\times \mathbb {H} ^{2})} Hilbertsche Modulfläche und {\displaystyle \Gamma } Hilbertsche Modulgruppe. Hilbertsche Modulgruppen sind Beispiele arithmetischer Gruppen.
Falls eine Hilbertsche Modulgruppe {\displaystyle \Gamma \subset SL(2,{\mathcal {O}}_{F})} torsionsfrei ist, dann ist die Hilbertsche Modulfläche {\displaystyle \Gamma \backslash (\mathbb {H} ^{2}\times \mathbb {H} ^{2})} ein lokal symmetrischer Raum, andernfalls hat die Hilbertsche Modulfläche Singularitäten.

## Algebraische Flächen
Eine Klassifikation Hilbertscher Modulflächen vom Standpunkt der Algebraischen Geometrie geben Friedrich Hirzebruch und Don Zagier.

## Zahlentheorie
Die Geometrie der Hilbertschen Modulfläche kodiert Eigenschaften des Körpers {\displaystyle F}. Zum Beispiel ist die Anzahl der Enden der Hilbertschen Modulfläche gleich der Klassenzahl von {\displaystyle F}. Das Volumen der Hilbertschen Modulfläche ist {\displaystyle 2\zeta _{F}(-1)}, wobei {\displaystyle \zeta _{F}} die Dedekindsche Zeta-Funktion des Körpers {\displaystyle F} bezeichnet.